# Trémeheuc
Trémeheuc is een gemeente in het Franse departement Ille-et-Vilaine (regio Bretagne) en telt 330 inwoners (2004). De plaats maakt deel uit van het arrondissement Saint-Malo.

## Geografie
De oppervlakte van Trémeheuc bedraagt 6,0 km², de bevolkingsdichtheid is 55,0 inwoners per km².
De onderstaande kaart toont de ligging van Trémeheuc met de belangrijkste infrastructuur en aangrenzende gemeenten.

## Demografie
Onderstaande figuur toont het verloop van het inwonertal (bron: INSEE-tellingen).

1. ↑  Populations de référence 2022.